# Dumbrava (gmina Unirea)
Dumbrava – wieś w Rumunii, w okręgu Alba, w gminie Unirea. W 2011 roku liczyła 402 mieszkańców.